# Philautus kempiae
Philautus kempiae és una espècie de granota que es troba a l'Índia.